# Spyker Cars
Spyker Cars este un constructor de automobile din Țările de Jos.

## Legături externe
Materiale media legate de Spyker Cars la Wikimedia Commons
- Site oficial